# مؤسسة نيكولاس هولوت للطبيعة والإنسان

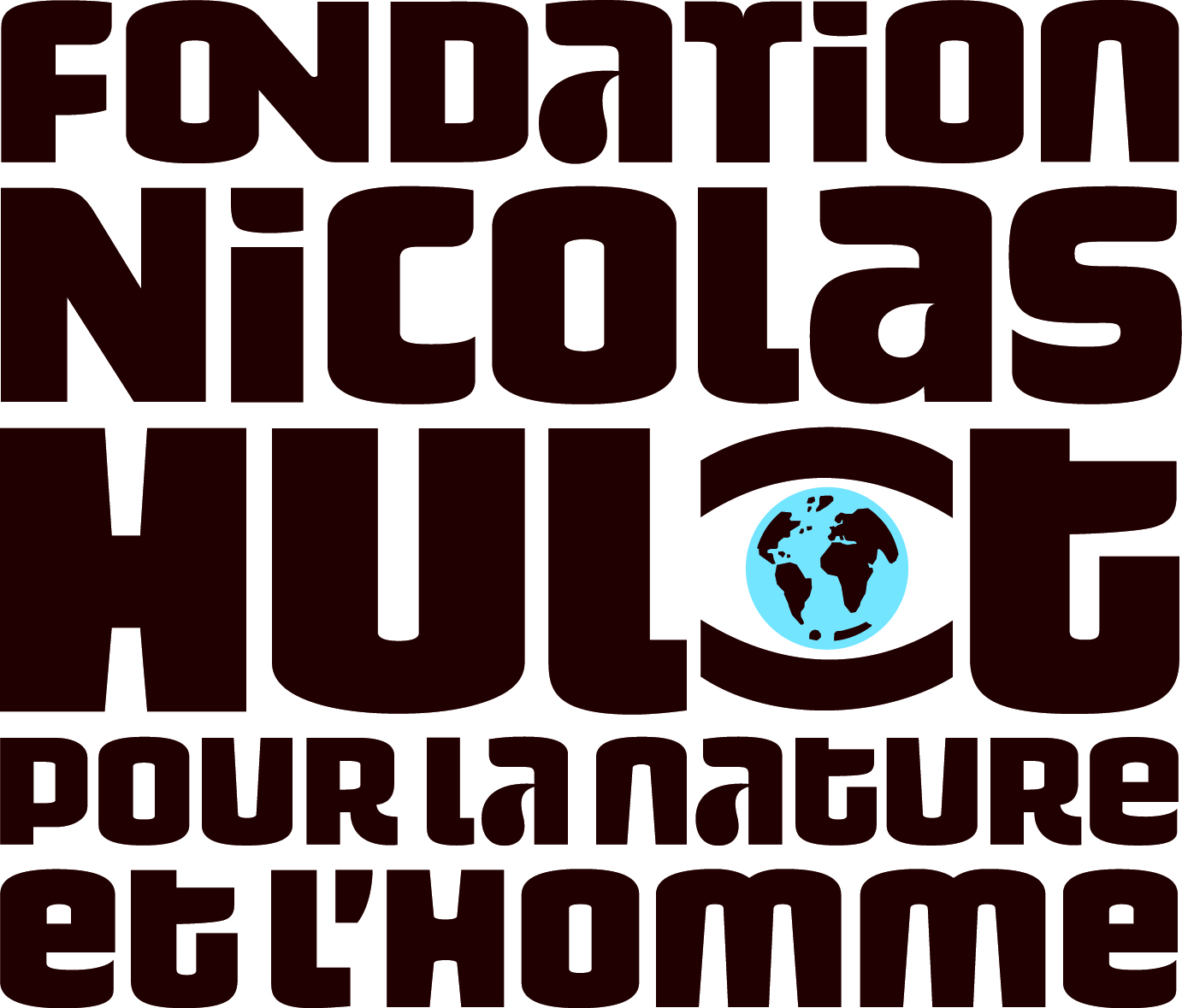
شعار مؤسسة نيكولاس هولوت للطبيعة والإنسان

مؤسسة نيكولاس هولوت للطبيعة والإنسان (بالفرنسية: Fondation Nicolas-Hulot pour la nature et l'homme)‏ هي مؤسسة فرنسية ذات مصلحة عامة الغرض منها زيادة الوعي بالبيئة، تم إنشاؤها في ديسمبر 1990 من قبل نيكولا إولو. تتمثل مهمة المؤسسة في اقتراح وتسريع التغييرات في السلوك الفردي والجماعي ودعم المبادرات البيئية في فرنسا والخارج.

## أنظر أيضا
- منطقة حمراء (بعد الحرب)